# Maciej Ganczar
Maciej Ganczar (ur. 19 stycznia 1976 w Łodzi) – polski historyk literatury i kultury, badacz dyskursu maladycznego, germanista, tłumacz literacki, nauczyciel akademicki.

## Życiorys
W roku 1995 ukończył III Liceum Ogólnokształcące im. Juliusza Słowackiego w Piotrkowie Trybunalskim. Jest absolwentem Wyższej Szkoły Pedagogicznej w Częstochowie (1998) oraz Uniwersytetu Szczecińskiego (2000). Studia doktoranckie odbył na Wydziale Filologicznym Uniwersytetu Śląskiego, gdzie w roku 2007 broniąc pracę napisaną pod opieką Grażyny B. Szewczyk uzyskał stopień naukowy doktora w zakresie literaturoznawstwa. W roku 2020 w Instytucie Badań Literackich Polskiej Akademii Nauk ukończył studia podyplomowe z zakresu glottodydaktyki. 
W latach 2001–2005 związany był jako wykładowca z Uniwersytetem Warszawskim. Równocześnie w okresie 2001–2004 prowadził zajęcia na Akademii Medycznej w Warszawie. W latach 2010–2012 gościnnie prowadził zajęcia na Università del Salento w Lecce. Od 2013 roku pełni funkcję kierownika Studium Języków Obcych Warszawskiego Uniwersytetu Medycznego. Trzy lata wcześniej został rzeczoznawcą Ministerstwa Edukacji Narodowej. W roku 2023 wszedł w skład Zespołu Języka w Medycynie Rady Języka Polskiego przy Prezydium PAN, rok później został powołany do składu Państwowej Komisji ds. Poświadczania Znajomości Języka Polskiego jako Obcego.  
Jest redaktorem naukowym publikacji z zakresu dramatu niemieckiego obszaru językowego ukazujących się nakładem wydawnictwa ADiT. Będąc redaktorem tomów poświęconych związkom literatury, teatru oraz filmu z medycyną, jest pomysłodawcą i wraz z Ireneuszem Gielatą oraz Moniką Ładoń współredaktorem poświęconej im serii naukowej ars medica ac humanitas. Z Ireneuszem Gielatą uruchamia w roku 2023 serię naukową poświęconą związkom medycyny z humanistyką w przekładzie Noctes Medicae. Redaguje serie podręczników akademickich English for Medical Professionals oraz Rudimenta Latinitatis Medicinalis. 
Karierę tłumacza literatury rozpoczął w roku 2008, publikując na łamach miesięcznika Odra opowiadanie Ostatni wybuch manii wielkości Hermanna Brocha. Od tego czasu przełożył dramaty najwybitniejszych pisarzy niemieckojęzycznych Hermanna Brocha, Ödöna von Horvátha, Arthura Schnitzlera oraz Maxa Frischa. Tłumaczył również sztuki dramaturgów współczesnych Rolfa Hochhutha, Wilhelma Genazino, Andrei M. Schenkel, Kerstin Specht, Marca Beckera czy Lukasa Holligera.
Od roku 2011 jest członkiem Międzynarodowej Grupy Roboczej Hermann Broch (Internationaler Arbeitskreis Hermann Broch) w Waszyngtonie. W tym samym roku został wybrany na prezesa ogólnopolskiego Stowarzyszenia Tłumaczy Literatury. Funkcję tę pełnił przez dwie kadencje do roku 2017. Od roku 2015 jest członkiem Polskiego Towarzystwa Badań Teatralnych oraz Stowarzyszenia Bristol. Cztery lata później został członkiem Stowarzyszenia przeciw Antysemityzmowi i Ksenofobii „Otwarta Rzeczpospolita”.

## Publikacje

### Książki autorskie
- Historia literatury austriackiej, Warszawa: PWN 2016.
- Romantische Künstlerfiguren in der Prosa von Peter Härtling, Frankfurt am Main: Peter Lang 2015.

### Podręczniki (wybór)
- Jak się pani dzisiaj czuje? Podręcznik do nauki medycznego języka polskiego jako obcego. Część 1. Poziom B1, Warszawa: PWN 2023.
- Niemiecki w praktyce ratownika medycznego, Warszawa: PZWL 2011.
- Hörverstehen. Podręcznik do nauki rozumienia ze słuchu + CD, Warszawa: Poltext 2010, (wyd. 2. popraw. 2017).
- Deutsch für Krankenpflege und Hebammenkunde. Język niemiecki dla pielęgniarstwa i położnictwa + CD, Warszawa: PZWL 2010.
- English for Business + CD, Warszawa: Poltext 2009.
- Prawo. Język niemiecki. Ćwiczenia i słownictwo specjalistyczne, Warszawa: Hueber Polska 2009.
- Jak pisać po niemiecku? Warszawa: Langenscheidt 2008.
- Medycyna. Język niemiecki. Ćwiczenia i słownictwo specjalistyczne, Warszawa: Hueber Polska 2007.
- Repetytorium leksykalne. Fachsprache Wirtschaft, Poznań: LektorKlett 2007.
- Repetytorium leksykalne. Język niemiecki, Poznań: LektorKlett 2006.

### Słowniki
- Słownik medyczny angielsko-polski i polsko-angielski, Warszawa: Medipage 2017.
- Medycyna. Słownik kieszonkowy polsko-niemiecki, niemiecko-polski, Warszawa: Hueber Polska 2008.

### Książki redagowane
- Pandemia albo końcówka. Kulturowe świadectwa czasów zarazy, Gdańsk: Słowo/obraz terytoria 2024 (współredaktorzy: Małgorzata Grzegorzewska, Ireneusz Gielata).
- Fragmenty dyskursu żałobnego, Gdańsk: Słowo/obraz terytoria 2021 (współredaktorzy: Grzegorz Olszański, Monika Ładoń).
- Fragmenty dyskursu maladycznego, Gdańsk: Słowo/obraz terytoria 2019 (współredaktorzy: Monika Ładoń, Ireneusz Gielata).
- Jeszcze raz o starości z chorobą. On Ageing and Illness, One More Time, Kraków: Homini 2019 (współredaktor: Hanna Serkowska).
- Medycyna w filmie, Kraków: Homini 2017 (współredaktor: Michał Oleszczyk).
- Medycyna w teatrze, Kraków: Homini 2017 (współredaktor: Krzysztof Rutkowski).
- Literatura piękna i medycyna, Kraków: Homini 2015 (współredaktor: Piotr Wilczek).
- Tłumacz i przekład – wyzwania współczesności, Katowice: ŚLĄSK 2013 (współredaktor: Piotr Wilczek).
- Rola tłumacza i przekładu w epoce wielokulturowości i globalizacji, Katowice: ŚLĄSK 2012 (współredaktor: Piotr Wilczek).
- Deutsche Grammatik für alle. Repetytorium gramatyczne języka niemieckiego nie tylko dla maturzystów, Warszawa: Poltext 2011.

### Edycje krytyczne
- Max Frisch, Dramaty zebrane, t. 1 i 2, Warszawa: ADiT 2017.
- Arthur Schnitzler, Dramaty wybrane, t. 1 i 2, Warszawa: ADiT 2014.
- Ödön von Horváth, Dramaty zebrane, t. 1 i 2, Warszawa: ADiT 2012.

### Artykuły (wybór)
- Hermanna Brocha analiza faszyzmu, [w:] „Acta Universitatis Lodziensis. Folia Litteraria Polonica 41”, no. 3/2018, s. [7]–26 (współautor: Jakub Z. Lichański).
- W poszukiwaniu tożsamości – o dramatopisarstwie Maxa Frischa, [w:] M. Frisch, Dramaty zebrane, t. 1, Warszawa: ADiT 2017, s. 5–41.
- „Lekarki” Rolfa Hochhutha na tle jego oskarżycielskiej twórczości literackiej, [w:] R. Hochhuth, Lekarki, Warszawa: ADiT 2016, s. 5–10.
- Aspekty medyczne i rewolucyjne w dramacie Woyzeck Georga Büchnera, [w:] Literatura piękna i medycyna, Kraków: Homini 2015, s. 121–140.
- Diagnozy wiedeńskiego lekarza albo dramaturgia Arthura Schnitzlera, [w:] A. Schnitzler, Dramaty wybrane, t. 1, Warszawa: ADiT 2014, s. 5–33.
- „Przeciw głupocie i kłamstwu”, czyli dramaturgia Ödöna von Horvátha, [w:] Ö. von Horváth, Dramaty zebrane, t. 1, Warsaw: ADiT 2012, s. 5–20.
- W kręgu samotności, czyli kilka słów o dramaturgii austriackiej, [w:] Antologia nowych sztuk austriackich autorów, Warszawa: ADiT 2012, s. 5–16.
- O dramaturgii Wilhelma Genazino na tle jego twórczości prozatorskiej, [w:] W. Genazino, Dobry Boże, spraw, żebym oślepł. Dramaty, Warszawa: ADiT 2011, s. 5–11.
- O Wolfie Wondratschku i jego Strażaku, [w:] „RED” 2/12 2010, s. 41–43.
- O mniej znanej dramaturgii niemieckiej, [w:] Współczesne sztuki młodych autorów niemieckich. Końce świata. Antologia, t. 2, Warszawa: ADiT 2010, s. 7–17.
- O uznanej dramaturgii niemieckiej, [w:] Współczesne sztuki uznanych autorów niemieckich. Zbliżenia. Antologia, t. 1, Warszawa: ADiT 2010, s. 9–18.
- Polsko-angielsko-niemiecki glosariusz pojęć literaturoznawczych, [w:] „Języki Obce w Szkole”, nr 3/2008, s. 150–159.
- O Hermanie Brochu i Mowie pożegnalnej Hitlera, [w:] „Odra” nr 5/2008, s. 36–38.
- „Ich finde um zu erfinden”. Peter Härtling im Gespräch mit Maciej Ganczar, [w:] „Studia niemcoznawcze”, Bd. XXXVII, Warszawa 2008, s. 305–308.
- Peter Härtlings Künstlerbiographie „Schumanns Schatten” – das Dokumentarische und das Fiktionale, [w:] „Studia niemcoznawcze”, Bd. XXXII, Warszawa 2006, s. 527–538.
- Der Künstler E.T.A. Hoffmann im Roman „Hoffmann oder Die vielfältige Liebe” von Peter Härtling. Vom Verarbeiten des Biographischen im literarischen Werk, [w:] „Studia niemcoznawcze”, Bd. XXXI, Warszawa 2005, s. 529–538.
- O potrzebie wydania materiałów dydaktycznych do nauki niemieckiego języka prawniczego, [w:] „Orbis Linguarum”, Vol. 29, Wrocław 2005, s. 431–440.

### Przekłady literackie (wybór)
- Frisch Max, Andora. Sztuka w dwunastu obrazach, [w:] tenże, Dramaty zebrane, t. 2, Warszawa: ADiT 2017, s. 189–273.
- Frisch Max, Rip van Winkle. Słuchowisko, [w:] tenże, Dramaty zebrane, t. 1, Warszawa: ADiT 2017, s. 377–428.
- Frisch Max, Santa Cruz, [w:] tenże, Dramaty zebrane, t. 1, Warszawa: ADiT 2017, s. 43–108.
- Hochhuth Rolf, Lekarki, Warszawa: ADiT 2016.
- Schnitzler Arthur, Partnerka, [w:] tenże, Dramaty wybrane, t. 1, Warszawa: ADiT 2014, s. 417–434.
- Schnitzler Arthur, Literatura, [w:] tenże, Dramaty wybrane, t. 1, Warszawa: ADiT 2014, s. 489–517.
- Schnitzler Arthur, Lalkarz, [w:] tenże, Dramaty wybrane, t. 1, Warszawa: ADiT 2014, s. 601–620.
- Schnitzler Arthur, Mężny Kasjan, [w:] tenże, Dramaty wybrane, t. 1, Warszawa: ADiT 2014, s. 621–639.
- Schnitzler Arthur, Rozmowa młodego krytyka ze starym, [w:] tenże, Dramaty wybrane, t. 2, Warszawa: ADiT 2014, s. 7–13.
- Schnitzler Arthur, Intermezzo, [w:] tenże, Dramaty wybrane, t. 2, Warszawa: ADiT 2014, s. 15–88.
- Schnitzler Arthur, Hrabianka Mizzi albo dzień z rodziną, [w:] tenże, Dramaty wybrane, t. 2, Warszawa: ADiT 2014, s. 89–122.
- Schnitzler Arthur, Godzina prawdy, [w:] tenże, Dramaty wybrane, t. 2, Warszawa: ADiT 2014, s. 369–398.
- Schnitzler Arthur, Wielka scena, [w:] tenże, Dramaty wybrane, t. 2, Warszawa: ADiT 2014, s. 399–440.
- Schnitzler Arthur, Święto Bachusa, [w:] tenże, Dramaty wybrane, t. 2, Warszawa: ADiT 2014, s. 441–468.
- Horváth Ödön von, Głową w mur, [w:] tenże, Dramaty zebrane, t. 1, Warszawa: ADiT 2012, s. 415–486.
- Horváth Ödön von, Pod pięknym widokiem, [w:] tenże, Dramaty zebrane, t. 1, Warszawa: ADiT 2012, s. 23–90.
- Horváth Ödön von, Wieś bez mężczyzn, [w:] tenże, Dramaty zebrane, t. 2, Warszawa: ADiT 2012, s. 257–330.
- Genazino Wilhelm, Dobry Boże, spraw, żebym oślepł. Dramaty, Warszawa: ADiT 2011, (prem. pol.: Polskie Radio Program II, reż. Maciej Wojtyszko, 03.11.2012).
- Sréter Wolfgang, Dyrygent jazzowy, [w:] Współczesne sztuki młodych autorów niemieckich. Końce świata. Antologia, t. 1, Warszawa: ADiT 2010, s. 65–86, (prem. pol.: Polskie Radio Program III, reż. Karolina Kirsz, 09.04.2017).
- Broch Hermann, Rozgrzeszenie. Z powietrza wzięte. Dramaty, Warszawa: ADiT 2010.
- Współczesne sztuki młodych autorów niemieckich. Końce świata. Antologia, t. 2, Warszawa: ADiT 2010.
- Współczesne sztuki uznanych autorów niemieckich. Zbliżenia. Antologia, t. 1, Warszawa: ADiT 2010.
- Becker Marc, My w finale, Agencja Dramatu i Teatru ADiT.
- Wondratschek Wolf, Strażak, [w:] „RED” 2/12 2010, s. 44–49.
- Broch Hermann, Przemówienie radiowe do narodu niemieckiego, [w:] „Philology issue 2, Zeszyty Naukowe” 25/2010, s. 17–19.
- Broch Hermann, Ostatni wybuch manii wielkości. Mowa pożegnalna Hitlera, [w:] „Odra” nr 5/2008, s. 39–44.